# José Iraragorri
José Iraragorri (* 16. März 1912 in Basauri; † 27. April 1983), auch bekannt unter dem Spitznamen El Chato, war ein spanischer Fußballspieler auf der Position eines Stürmers, der nach seiner aktiven Karriere lange als Trainer tätig war.

## Leben

### Spieler
Der gebürtige Baske kam 1928 im Alter von 16 Jahren zu Athletic Bilbao und schaffte bereits in der darauffolgenden Saison 1929/30 den Sprung in die erste Mannschaft. Sein Erstligadebüt gab er am 5. Januar 1930 in einem Spiel gegen den baskischen Rivalen Real Unión Irún, das mit 5:2 gewonnen wurde.
In derselben Saison gewann Iraragorri mit Bilbao die Meisterschaft und den Pokal und konnte beide Titel in der darauffolgenden Saison 1930/31 verteidigen. Die Copa del Rey konnte auch in den beiden folgenden Jahren 1932 und 1933 – und somit viermal in Serie – gewonnen werden. Zwei weitere Meistertitel kamen in den Spielzeiten 1933/34 und 1935/36 hinzu.
Der 1936 ausbrechende Spanische Bürgerkrieg beendete die erste große Epoche von Athlétic Bilbao und ebenso die Nationalmannschaftskarriere von Iraragorri, der es zwischen 1931 und 1936 auf sieben Länderspieleinsätze brachte und an der Fußball-Weltmeisterschaft 1934 teilnahm, wo er im Achtelfinale gegen Brasilien (3:1) per Strafstoß zum 1:0 getroffen hatte. Iraragorri wirkte ferner im Viertelfinale gegen den späteren Weltmeister Italien mit und erreichte mit seiner Mannschaft ein 1:1 nach Verlängerung. Im damals erforderlichen Wiederholungsspiel, in dem die Italiener sich mit 1:0 durchsetzen konnten, fehlte Iraragorri.
Iraragorri schloss sich der baskischen Auswahlmannschaft an, die 1937 eine Reise nach Mexiko unternahm und in der Saison 1938/39 unter der Bezeichnung Euzkadi am Spielbetrieb der mexikanischen Liga teilnahm.
Anschließend wechselte er nach Argentinien, wo er in der Saison 1939/40 für den CA San Lorenzo de Almagro spielte. Ende 1940 kam er zurück nach Mexiko und schloss sich dem in Mexiko-Stadt ansässigen Real Club España an, mit dem er zweimal die mexikanische Meisterschaft (1942 und 1945), einmal den Pokalwettbewerb (1944) sowie zweimal den Supercup (1944 und 1945) gewann.
1946 kehrte er in seine Heimat zurück und spielte noch einmal kurzzeitig für Athletic Bilbao, in dessen Reihen er vermutlich in der Saison 1946/47 seine aktive Karriere ausklingen ließ.

### Trainer
In der darauffolgenden Saison 1947/48 übernahm er den Trainerposten beim FC Barakaldo, bevor er zwischen 1949 und 1952 drei Jahre lang seinen Exverein Bilbao trainierte. Gemäß den Angaben der spanischsprachigen Wikipedia (Button links) trainierte er anschließend auch Real Valladolid, Celta Vigo, Hércules Alicante und SD Indautxu.

## Erfolge
- Spanischer Meister: 1929/30, 1930/31, 1933/34, 1935/36
- Spanischer Pokalsieger: 1930, 1931, 1932, 1933
- Mexikanischer Meister (Amateurära): 1941/42
- Mexikanischer Meister (Profiära): 1944/45
- Mexikanischer Pokalsieger: 1944
- Mexikanischer Supercup: 1944, 1945